# ワァークスジャパン
株式会社ワァークスジャパンは三重県伊勢市本町2-4に本社を置き、障がい者総合福祉事業、人材派遣事業、人材紹介事業、教育事業などに関わる事業を展開している。

## 会社概要
- 本社：三重県伊勢市本町2-4
- 代表取締役社長：西井 光代

## 業務内容
- 障がい者総合福祉事業
- 人材派遣事業
- 人材紹介事業
- 教育事業